# Scrappers de Mahoning Valley
Les Scrappers de Mahoning Valley (en anglais : Mahoning Valley Scrappers) sont une équipe de ligue mineure de baseball basée à Niles (Ohio). Autretois affiliés à la formation de MLB des Cleveland Indians de niveau A au sein de la New York - Penn League, les Scrappers jouent désormais en ligue de repêchage de la MLB (en).

## Histoire
La franchise est créée en 1999 et évolue depuis lors sous l'affiliation des Indians de Cleveland. Dès ses débuts, l'équipe remporte sa division, mais échoue en finale de la New York - Penn League en 1999 et 2000.
En 2004, les Scrappers accrochent un nouveau titre de leur division et parviennent à s'imposer pour le gain du fanion de la New York - Penn League face aux Tri-City ValleyCats (2-0). Lors de cette saison 2004, 160 832 spectateurs sont enregistrés en 38 rencontres jouées à Eastwood Field, soit 4 232 spectateurs de moyenne par match.

## Palmarès
- Champion de la New York - Penn League : 2004
- Vice-champion de la New York - Penn League : 1999, 2000